# Francisco Elson
Francisco Marinho Robby Elson (Róterdam; 28 de febrero de 1976) es un exbaloncestista neerlandés que disputó 8 temporadas en la NBA, además de otras en Europa. Con 2,13 metros de altura, jugaba en la posición de pívot.

## Carrera

### Inicios
Comenzó su carrera en el AMVJ Rotterdam a los doce años. Tras unos años de parón, su entrenador del gimnasio de Maria School le pidió que regresara a los dieciséis años. Fue miembro de la selección neerlandesa sub-20 y asistió dos temporadas al Kilgore College en Texas antes de completar sus estudios en la Universidad de California en Berkeley. En su año sénior con los Golden Bears ganó el NIT Championship.

### NBA
Elson fue seleccionado en el Draft de 1999 por Denver Nuggets en la segunda ronda, pero no comenzó a jugar en la liga hasta la temporada 2003-04. 
Mientras, jugó cuatro años en la ACB, en la temporada 1999-2001 en el FC Barcelona, promediando 3,4 puntos y 3,9 rebotes en 32 partidos en su primera temporada y 6,9 puntos y 4,5 rebotes en 34 partidos de la segunda, se ganó el aprecio y estima de la afición culé gracias a su carisma y entrega. En la 2001-02, en el Valencia Basket Club, promedió 4,1 puntos y 4,4 rebotes en 34 encuentros, y en la siguiente campaña, esta vez en el CB Sevilla, sus medias fueron de 9,7 puntos y 8,2 rebotes en 34 partidos. 
En dos años en Denver promedió 3,6 puntos y 3,1 rebotes. En la tercera temporada participó en 72 partidos, 54 de ellos como titular, promediando 4,9 puntos y 4,7 rebotes en 21,9 minutos. En julio de 2006 firmó un contrato con San Antonio Spurs por 2 años a razón de 6 millones de dólares. Esa misma temporada 2006/2007 logra su anillo de Campeón de la NBA junto a los San Antonio Spurs.
En febrero de 2008 fue traspasado junto con Brent Barry a Seattle SuperSonics a cambio de Kurt Thomas. En agosto de 2008 firmó contrato con Milwaukee Bucks.
En febrero de 2010 fue traspasado a Philadelphia 76ers junto con Jodie Meeks a cambio de Primoz Brezec y Royal Ivey.
El 15 de septiembre de 2010 fichó por Utah Jazz como agente libre.
El 27 de enero de 2012, firma dos contratos de 10 días con Philadelphia 76ers. Disputando 5 encuentros con el equipo.

### Irán y retirada
En enero de 2013, se marcha a Irán a firmar por el Mahram Tehran de la Iranian Basketball Super League.
El 20 de junio de 2013, anuncia su retirada del baloncesto profesional en varias páginas webs neerlandesas. Pero más tarde dijo que únicamente era de la selección nacional.
Finalmente, en marzo de 2014, su retirada se hace oficial.

## Estadísticas de su carrera en la NBA
|  | Denota temporadas en las que ganó el Campeonato de la NBA |

### Temporada regular
| Año     | Equipo       | PJ  | PT  | MPP  | %TC  | %3P  | %TL   | RPP | APP | ROB | TPP | PPP |
| ------- | ------------ | --- | --- | ---- | ---- | ---- | ----- | --- | --- | --- | --- | --- |
| 2003–04 | Denver       | 62  | 14  | 14.1 | .472 | .000 | .667  | 3.3 | .5  | .6  | .6  | 3.5 |
| 2004–05 | Denver       | 67  | 11  | 14.0 | .468 | .333 | .570  | 3.0 | .5  | .5  | .6  | 3.7 |
| 2005–06 | Denver       | 72  | 54  | 21.9 | .532 | .200 | .662  | 4.7 | .7  | .8  | .6  | 4.9 |
| 2006–07 | San Antonio  | 70  | 41  | 19.0 | .511 | .000 | .775  | 4.8 | .8  | .4  | .8  | 5.0 |
| 2007–08 | San Antonio  | 41  | 3   | 13.0 | .419 | .000 | .833  | 3.3 | .4  | .2  | .3  | 3.5 |
| 2007–08 | Seattle      | 22  | 2   | 12.7 | .341 | .000 | .462  | 3.0 | .4  | .3  | .3  | 3.0 |
| 2008–09 | Milwaukee    | 59  | 23  | 16.6 | .491 | .250 | .846  | 3.9 | .5  | .6  | .6  | 3.4 |
| 2009–10 | Milwaukee    | 11  | 0   | 5.6  | .308 | .000 | 1.000 | 1.2 | .2  | .1  | .0  | .9  |
| 2009–10 | Philadelphia | 1   | 0   | 4.0  | .500 | .000 | .000  | 1.0 | .0  | .0  | .0  | 2.0 |
| 2010–11 | Utah         | 62  | 1   | 9.8  | .478 | .000 | .839  | 1.9 | .5  | .3  | .2  | 2.2 |
| 2011-12 | Philadelphia | 5   | 0   | 3.2  | .333 | .000 | .000  | .2  | .2  | .2  | .2  | .4  |
| Total   | Total        | 472 | 149 | 15.3 | .478 | .188 | .700  | 3.5 | .6  | .5  | .5  | 3.7 |

### Playoffs
| Año   | Equipo      | PJ | PT | MPP  | %TC  | %3P  | %TL  | RPP | APP | ROB | TPP | PPP |
| ----- | ----------- | -- | -- | ---- | ---- | ---- | ---- | --- | --- | --- | --- | --- |
| 2004  | Denver      | 4  | 0  | 15.0 | .583 | .000 | .500 | 2.3 | .5  | .5  | .2  | 3.8 |
| 2005  | Denver      | 1  | 0  | 6.0  | .000 | .000 | .000 | 3.0 | .0  | .0  | .0  | .0  |
| 2006  | Denver      | 5  | 2  | 15.0 | .600 | .000 | .000 | 2.2 | .4  | .8  | .0  | 1.2 |
| 2007  | San Antonio | 20 | 8  | 11.5 | .591 | .000 | .700 | 3.1 | .1  | .4  | .3  | 3.3 |
| Total | Total       | 30 | 10 | 12.4 | .581 | .000 | .682 | 2.8 | .2  | .5  | .2  | 2.9 |